# 1602 en santé et médecine
| Années de la santé et de la médecine : 1599 - 1600 - 1601 - 1602 - 1603 - 1604 - 1605    |
| Décennies de la santé et de la médecine : 1570 - 1580 - 1590 - 1600 - 1610 - 1620 - 1630 |

Cet article présente les faits marquants de l'année 1602 en santé et médecine.

## Événements
- 29 juin  : fondation, à Liège, de la maison de la Miséricorde chrétienne, bientôt connue comme hôpital de Bavière, du nom de son fondateur, le prince-évêque Ernest de Bavière[1],[2].
- En installant à Paris, rue des Petits-Augustins, des frères de l'ordre de Saint-Jean-de-Dieu qui doivent, « suivant leurs réglements, être chirurgiens et pharmaciens et soigner eux-mêmes les malades », Marie de Médicis fonde l'établissement qui est à l'origine de l'hôpital de la Charité[3].
- Théophraste Renaudot (1586-1653) « « monte » à Paris pour y suivre des cours de chirurgie [et] il contracte des écrouelles qui lui laisseront des cicatrices à vie sur le visage[4] ».
- William Harvey (1578-1657) « est reçu docteur en médecine à la célèbre université de Padoue[5] ».

## Publications
- 1602 : première édition du Theatrum chemicum, recueil d'écrits alchimiques européens[6].
- 1602-1608 : Félix Platter (1536-1614) publie les trois volumes de sa Praxis medica où, pour la première fois, les maladies sont classées en fonction de leurs symptômes[7].

## Décès
- 28 juillet[8] : Peder Sørensen (en latin Petrus Severinus, né vers 1540), médecin et alchimiste danois, disciple de Paracelse (1493-1541), auteur de Idea medicinæ philosophicæ (1571) sur la présence d’agents invisibles, cause des maladies.
- 25 septembre : Caspar Peucer (né en 1525), médecin, mathématicien et philosophe allemand.
- Václav Lavín (né vers 1547), alchimiste silésien, « paracelsien résolu », auquel Claude Aubery dédie son traité De concordia medicorum[6].